# Lycorina glaucomata
Lycorina glaucomata är en stekelart som först beskrevs av Joseph Augustine Cushman 1920.  Lycorina glaucomata ingår i släktet Lycorina och familjen brokparasitsteklar. Inga underarter finns listade i Catalogue of Life.